# Razred (biologija)
Razred (latinsko Classis) je v biološki taksonomiji rang v klasifikaciji živih bitij in hkrati ime taksona na tem rangu. V taksonomski hierarhiji je uvrščen pod deblo in nad red. Bolj v grobem lahko razrede delimo še v podrazrede, kamor so uvrščeni redovi z več skupnimi značilnostmi, več podobnih razredov pa v nadrazrede in te nato v debla. 
Enotnega pravila za razmejevanje razredov živih bitij ni; kaj sodi v nek razred in kako je definiran, določijo taksonomi. Klasifikacija na tej stopnji je tudi v sodobni biologiji še vedno predmet polemik, vendar obstaja za bolj znane skupine živih bitij splošen konsenz o njej. Za primer, v razred plazilcev (Reptilia) uvrščamo štiri danes živeče redove:
- krokodili (Crocodilia)
- prakuščarji (Sphenodontia)
- luskarji (Squamata)
- želve (Testudines)

Razred kot posebno stopnjo klasifikacije je prvi uvedel francoski botanik Joseph Pitton de Tournefort v svojem delu o klasifikaciji rastlin Eléments de botanique (1694), prvi pa ga je pričel dosledno uporabljati Carl Linnaeus v svojem Systema Naturae (1753).